# Podgrađe Podokićko
 Podgrađe Podokićko  falu Horvátországban Zágráb megyében. Közigazgatásilag Szamoborhoz tartozik.

## Fekvése
Zágrábtól 22 km-re délnyugatra, községközpontjától 7 km-re délre a Zsumberk-Szamobori-hegység lejtőin, Okics vára alatt fekszik.

## Története
A falunak 1857-ben 279, 1910-ben 400 lakosa volt. Trianon előtt Zágráb vármegye Szamobori járásához tartozott. A falunak  2011-ben 164 lakosa volt.

## Lakosság
| Lakosság változása | Lakosság változása | Lakosság változása | Lakosság változása | Lakosság változása | Lakosság változása | Lakosság változása | Lakosság változása | Lakosság változása | Lakosság változása | Lakosság változása | Lakosság változása | Lakosság változása | Lakosság változása | Lakosság változása | Lakosság változása |
| ------------------ | ------------------ | ------------------ | ------------------ | ------------------ | ------------------ | ------------------ | ------------------ | ------------------ | ------------------ | ------------------ | ------------------ | ------------------ | ------------------ | ------------------ | ------------------ |
| 1857               | 1869               | 1880               | 1890               | 1900               | 1910               | 1921               | 1931               | 1948               | 1953               | 1961               | 1971               | 1981               | 1991               | 2001               | 2011               |
| 279                | 323                | 330                | 384                | 403                | 400                | 360                | 364                | 374                | 374                | 360                | 295                | 243                | 200                | 186                | 164                |

## Külső hivatkozások
- Szamobor hivatalos oldala
- Szamobor város turisztikai egyesületének honlapja